# Charles Tryon
Charles George Vivian Tryon (24 mai 1906 - 9 novembre 1976) est un pair officier britannique et membre de la Maison royale. Il est le 2e baron Tryon.

## Biographie
Fils aîné de George Tryon (1er baron Tryon), le 3 août 1939, il épouse Etheldreda Josephine Burrell (1909-2002), dite Dreda elle est une fille de Sir Merrik Burrell (1877-1957).
Tryon est diplômé du Royal Military College de Sandhurst et est nommé sous-lieutenant dans les Grenadier Guards en 1926.
Tryon succède à son père en 1940. Le siège de la famille est le manoir de Great Durnford, dans le Wiltshire ; Dreda y dirige un internat préparatoire de 1942 à 1992.
Promu major en 1943, à la fin de la Seconde Guerre mondiale, il est lieutenant-colonel de guerre, avec une promotion permanente en 1948. Il prend sa retraite en 1949 et obtient le grade honorifique de brigadier.
Lord Tryon commence sa carrière dans la maison royale en tant que gardien adjoint de la bourse privée du roi George VI en 1949. Toujours gardien adjoint de la bourse privée lors de l'accession au trône de la reine Élisabeth II, Lord Tryon est nommé gardien de la bourse privée et trésorier de la reine le 16 octobre 1952. Lord Tryon est gardien de la bourse privée et trésorier de la reine jusqu'au 1er novembre 1971, étant nommé Lord-in-waiting à sa retraite.
En 1972, Lord Tryon est nommé lieutenant-adjoint dans le Wiltshire. Lord Tryon est décédé en 1976, à l'âge de 70 ans, et son fils unique, Anthony Tryon, lui succède.
Au cours de sa carrière militaire, Lord Tryon est mentionné dans les dépêches, recevant plus tard l'Ordre du Service distingué. Lord Tryon est nommé chevalier commandeur de l'Ordre royal de Victoria en 1953 et promu chevalier grand-croix en 1968. Nommé Chevalier Commandeur de la Division Civile de l'Ordre du Bain en 1962, il est également Officier de l'Ordre de Saint-Jean. Il reçoit la Royal Household Long and Faithful Service Medal en 1969 pour 20 années de service à la famille royale britannique.